# (5990) Пантикапей
(5990) Пантикапей (лат. Panticapaeon) — типичный астероид главного пояса, открыт 9 марта 1977 года советским астрономом Николаем Черных в Крымской астрофизической обсерватории и 4 мая 1999 года назван в честь древнегреческого города Пантикапея.

## Обнаружение и именование
(5990) Пантикапей
Открыт 9 марта 1977 года в Научном Н. С. Черных.
Назван в честь древнего города, столицы Боспорского царства, датируемого шестым веком до нашей эры, расположенного на месте нынешнего города Керчь в Восточном Крыму. Эта малая планета посвящена Керченскому историко-археологическому музею, главному хранилищу археологических материалов Пантикапея. Основанный в 1826 году, Керченский музей вносит ценный вклад в изучение древней истории региона и знакомит широкую общественность с отдалённым прошлым региона.
Оригинальный текст (англ.)5990 Panticapaeon
Discovered 1977-03-09 by Chernykh, N. S. at Nauchnyj.
Named for an ancient town, the capital of a Bospor realm dating back to the sixth century B.C., located at the site of the present town of Kerch in the eastern Crimea. This minor planet is dedicated to the Kerch Historical-Archaeological Museum, the main repository of the Panticapaeon archaeological materials. Founded in 1826, the Kerch Museum makes a valuable contribution to the investigation of the ancient history of the region and acquaints the general public with the remote past of the region.
Источники: DISCOVERY.DB; M.P.C. 34622.

## Орбита

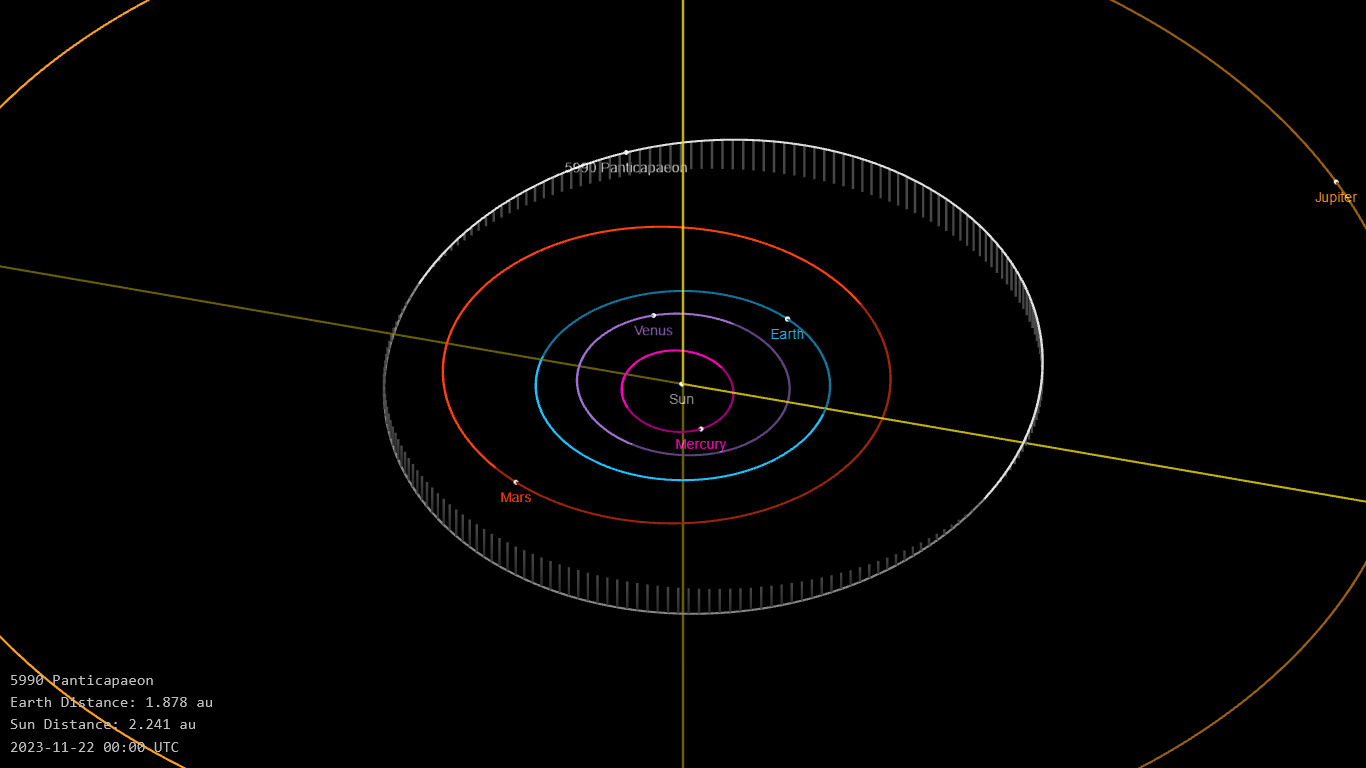
Орбита астероида Пантикапей и его положение в Солнечной системе

## Физические характеристики
Астероид относится к таксономическому классу S.
По результатам наблюдений в видимом и ближнем инфракрасном диапазоне космического телескопа NEOWISE диаметр астероида оценивался равным 4,876±0,124 км. Согласно тем же источникам альбедо оценивается как 0,3243±0,0812 и 0,324±0,081.